# 内田有紀
内田 有紀（うちだ ゆき、1975年〈昭和50年〉11月16日 - ）は、日本の女優、歌手。東京都出身。バーニングプロダクション所属。

## 略歴・人物
東京都広尾生まれ、裕福な家庭に育つ。母親が20歳の時に生まれる。母親が離婚・再婚し内田が20歳の時に、実妹であるラジオパーソナリティ、タレントである澪奈（れいな）が生まれる。小学6年生の頃に母親がモデルにスカウトされ一緒に撮影所へ向かう。その後、中学2年生からモデル活動を始め、CMにも出演していた。
1992年（平成4年）のテレビドラマ『その時、ハートは盗まれた』（フジテレビ）への出演で女優デビューし、同年冬には、ユニチカの1993年 水着キャンペーンモデルと『フジテレビビジュアルクイーン』に選出された。この頃、芸能活動に専念するために藤村女子高等学校を高2で中退。高校在校時代はフェンシングをしており、オリンピック出場を目指していた（東京都大会で3位入賞の実績がある）。映画『CAT'S EYE』では ケイン・コスギ演じる殺し屋にフェンシングで格闘し勝利するシーンがある。
1994年（平成6年）、『時をかける少女』（フジテレビ）で連続ドラマ初主演。同年10月には『TENCAを取ろう! -内田の野望- 』で歌手デビューし、オリコン史上初女性ソロ歌手のデビュー曲で初登場1位を記録。アイドル・女優として絶大な人気を得る。以降、女優業と歌を軸に活動した。
2000年（平成12年）1月、演技の勉強を基礎からやり直すとして、「★☆北区つかこうへい劇団」に8期生として入団。それに伴って約3年間の予定で歌手業を休業、活動の場をテレビドラマ・映画から舞台へと移した。
2002年（平成14年）に同年11月28日を以て芸能界を引退することを示し、同年9月に放送されたテレビドラマ『北の国から 2002遺言』（フジテレビ）を最後に芸能界から一時引退した。その後、同年12月に『北の国から 2002遺言』で共演した俳優の吉岡秀隆と結婚。
2005年（平成17年）12月に吉岡と離婚。ふたりの間には子どもはいなかった。「自分の居場所を見つけたい」として芸能界に復帰。翌2006年（平成18年）に放送されたテレビドラマ『誰よりもママを愛す』（TBS）に主演の田村正和演じる専業主夫の長女役で出演し、女優としての活動を再開した。芸能事務所もフリーの立場で独立・他所などへは移籍せず、古巣のバーニングプロダクションに復帰。
離婚後、『ビッグウイング』（TBS）で共演した柏原崇と長らく交際。その後、柏原は俳優業を引退し内田のマネージャーに転身した。このことは公にはしていなかったが、2022年放送の『A-Studio+』（TBS）において柏原の名前を伏せた上で初めて公表した。

## 出演

### テレビドラマ
- ボクたちのドラマシリーズ（フジテレビ）
  - その時、ハートは盗まれた（1992年11月19日 - 12月17日） - 麻生早紀 役
  - 時をかける少女（1994年2月19日 - 3月19日） - 主演・芳山和子 役
  - 17才-at seventeen-（1994年4月28日 - 9月1日） - 主演・日高巧美役
- ひとつ屋根の下（1993年4月12日 - 6月28日、フジテレビ） - 日吉利奈 役
- If もしも 「この夏、あなたにぴったりの髪型は?ロングかショートか」（1993年7月1日、フジテレビ） - 主演・清水さおり 役
- じゃじゃ馬ならし（1993年7月5日 - 9月20日、フジテレビ） - 玉置亜矢 役
- 仰げば尊し  第3話「さよなら…先生」（1994年1月3日、フジテレビ） - 山上ユキ 役
- 世にも奇妙な物語（フジテレビ）
  - '94 冬の特別編「心の声が聞こえる」（1994年1月6日） - 主演・長瀬真紀
  - '08 秋の特別編「ボディレンタル」（2008年9月23日） - 主演・篠塚香織 役
- 半熟卵（1994年10月21日 - 12月16日、フジテレビ） - 大場歌南 役
- キャンパスノート（1996年1月12日 - 3月22日、TBS） - 主演・鶴岡はるか 役
- 翼をください!（1996年7月1日 - 9月23日、フジテレビ） - 主演・川辺藤子 役
- 踊る大捜査線シリーズ - 篠原夏美 役
  - 踊る大捜査線 番外編 湾岸署婦警物語 初夏の交通安全スペシャル（1998年6月19日、フジテレビ） - 主演
  - 踊る大捜査線 THE LAST TV サラリーマン刑事と最後の難事件（2012年9月1日、フジテレビ）
- あきまへんで!（1998年10月9日 - 12月18日、TBS） - 青木すみれ 役
- 甘い生活。（1999年7月7日 - 9月22日、日本テレビ） - 深町アズサ 役
- 氷の世界（1999年10月11日 - 12月20日、フジテレビ） - 庄野月子 役
- 天使が消えた街（2000年4月12日 - 6月28日、日本テレビ） - 吉井タマキ 役
- 涙をふいて（2000年10月11日 - 12月20日、フジテレビ） - 村田（斉藤）珠美 役
- ビッグウイング（2001年1月12日 - 3月20日、TBS） - 主演・吉川久美子 役
- 北の国から 2002遺言（2002年9月6日・7日、フジテレビ） - 高村結 役
- 誰よりもママを愛す（2006年7月2日 - 9月10日、TBS） - 嘉門雪 役 ※復帰作
- マグロ（2007年1月5日・6日、テレビ朝日） - 坂崎真由 役
- 松本清張スペシャル 地方紙を買う女（2007年1月30日、日本テレビ、火曜ドラマゴールド） - 主演・潮田芳子 役
- バンビ〜ノ!（2007年4月18日 - 6月27日、日本テレビ） - 宍戸美幸 役
- 医龍-Team Medical Dragon-2（2007年10月11日 - 12月20日、フジテレビ） - 片岡一美 役
- イノセント・ラヴ（2008年10月20日 - 12月22日、フジテレビ） - 遠野聖花 役
- 神の雫（2009年1月13日 - 3月10日、日本テレビ） - 西園寺マキ 役
- ギネ 産婦人科の女たち（2009年10月14日 - 12月9日、日本テレビ） - 瀬川一代 役
- 検事・鬼島平八郎（2010年10月22日 - 12月3日、朝日放送） - 森本真紀　役
- 大切なことはすべて君が教えてくれた（2011年1月17日 - 3月28日、フジテレビ） - 水谷亜弥 役
- ドン★キホーテ（2011年7月9日 - 9月24日、日本テレビ） - 鯖島あゆみ 役
- 帰郷（2011年12月23日、TBS） - 神尾珠美 役
- 最後から二番目の恋（2012年1月12日- 3月22日、フジテレビ） - 長倉万理子 役
  - 最後から二番目の恋 2012秋（2012年11月2日）
  - 続・最後から二番目の恋（2014年4月17日 - 6月26日）
  - 続・続・最後から二番目の恋（2025年4月14日 - 6月23日）[7][8]
- 早海さんと呼ばれる日スペシャル 前編（2012年6月10日、フジテレビ） - 宮沢瑛子 役
- 未来日記-ANOTHER:WORLD- 第10話・最終話（2012年6月23日・30日、フジテレビ） - 神宮寺雫 役
- ドクターX〜外科医・大門未知子〜（テレビ朝日）（2012年10月18日 - 12月13日、テレビ朝日） - 城之内博美 役
  - ドクターX〜外科医・大門未知子〜 第2シリーズ（2013年10月17日 - 12月19日）
  - ドクターX〜外科医・大門未知子〜 第3シリーズ（2014年10月9日 - 12月18日）
  - ドクターX〜外科医・大門未知子〜スペシャル（2016年7月3日）
  - ドクターX〜外科医・大門未知子〜 第4シリーズ（2016年10月13日 - 12月22日）
  - ドクターX〜外科医・大門未知子〜 第5シリーズ（2017年10月12日 - 12月14日）
  - ドクターX〜外科医・大門未知子〜 第6シリーズ（2019年10月17日 - 12月19日）
  - ドクターX〜外科医・大門未知子〜 第7シリーズ（2021年10月14日 - 12月16日）
- サキ（2013年1月8日 - 3月19日、関西テレビ） - 濱田直美 役
- 火怨・北の英雄 アテルイ伝（2013年1月11日 - 2月1日、NHK BSプレミアム） - 佳那 役
- ダブルス〜二人の刑事（2013年4月18日 - 6月13日、テレビ朝日） - 日下涼子 役
- 大河ドラマ（NHK総合）
  - 軍師官兵衛（2014年1月5日 - 12月21日） - お濃 役
  - 西郷どん（2018年） - おゆう 役[9]
- Dr.倫太郎（2015年4月 - 6月、日本テレビ） - 桐生薫 役
- 偽装の夫婦（2015年10月7日 - 12月9日、日本テレビ） - 水森しおり 役[10]
- はぶらし/女友だち（2016年1月5日 - 2月23日、NHK BSプレミアム） - 主演・真壁鈴音 役[11][12][13]
- ナオミとカナコ（2016年1月14日 - 3月17日、フジテレビ） - 服部加奈子 役[14]
- 荒神（2018年2月17日、BSプレミアム） - 主演・朱音 役[15]
- 真犯人（2018年9月23日 - 10月21日、WOWOW） - ヒロイン・尾畑理恵 役[16]
- 連続テレビ小説 まんぷく（2018年10月1日 - 2019年3月30日、NHK総合） - 小野塚（今井）咲 役[17]
- わたし、定時で帰ります。（2019年4月16日 - 6月25日、TBS） - 賤ヶ岳八重 役[18]
- 引き抜き屋 〜ヘッドハンターの流儀〜（2019年11月16日 - 12月14日、WOWOW） - 渡会花緒里 役[19]
- ディア・ペイシェント〜絆のカルテ〜（2020年7月17日 - 9月18日、NHK総合・NHK BS4K） - 浜口陽子 役[20][21]
- ドクターY〜外科医・加地秀樹〜（2020年10月4日、テレビ朝日） - 城之内博美 役 
  - ドクターY〜外科医・加地秀樹〜 第7弾（2024年11月30日、テレビ朝日）[22]
- うつ病九段（2020年12月20日、NHK BSプレミアム） - ヒロイン・先崎繭 役[23][24][25]
- 華麗なる一族（2021年4月18日 - 7月11日、WOWOW） - ヒロイン・高須相子 役[26]
- 津田梅子〜お札になった留学生〜（2022年3月5日、テレビ朝日） - 津田初子 役[27]
- 未来への10カウント（2022年4月14日 - 6月9日、テレビ朝日） - 大場麻琴 役[28][29]
- 君の花になる（2022年10月18日 - 12月20日、TBS） - 香坂すみれ 役[30][31]
- 連続ドラマW フィクサー Season1（2023年4月23日 - 5月21日、WOWOW） - 沢村玲子 役[32][33]
  - フィクサー Season2（2023年7月9日 - 8月6日、WOWOW）[34]
  - フィクサー Season3（2023年10月8日 - 11月5日、WOWOW）[35]
- 燕は戻ってこない（2024年4月30日 - 7月2日、NHK総合・NHK BSプレミアム4K） - 草桶悠子 役[36]
- 誘拐の日（2025年7月8日 - 、テレビ朝日） - 水原由紀子 役[37]
- ちはやふる-めぐり-（2025年7月9日 - 、日本テレビ） - 藍沢塔子 役[38]

### 配信ドラマ
- 30ハケン女が就職する方法♪（2010年2月1日 - 4月5日、NTTドコモ BeeTV） - 主演・神林莉子 役
- 係長 青島俊作 THE MOBILE（2010年6月 - ドコモ動画「携帯電話配信ドラマ」） - 篠原夏美 役

### 映画
- 花より男子（1995年8月19日公開、東映、フジテレビ ぼくたちの映画シリーズ第一弾）監督:楠田泰之  - 主演・牧野つくし 役[39]
- CAT'S EYE キャッツ・アイ（1997年8月30日公開、東宝）監督:林海象 - 主演・来生愛（キャッツ・アイ三姉妹の三女） 役 [40]
- BEAT（1998年9月15日公開、松竹）監督:宮本亜門 - 主演・ミチ 役 [41]
- 監督・ばんざい!（2007年6月2日公開、東京テアトル／オフィス北野）監督:北野武 [42]
- クワイエットルームにようこそ（2007年10月20日公開、アスミック・エース）監督:松尾スズキ - 主演・佐倉明日香 役 [43]
- 禅 ZEN（2009年1月10日公開、角川映画）監督:高橋伴明 - おりん 役 [44]
- 踊る大捜査線（東宝）監督:本広克行 - 篠原夏美 役
  - 踊る大捜査線 THE MOVIE3 ヤツらを解放せよ!（2010年7月3日公開） [45]
  - 踊る大捜査線 THE FINAL 新たなる希望（2012年9月7日公開） [46]
- ばかもの（2010年12月18日公開、ゴー・シネマ）監督:金子修介 - 主演・吉竹額子 役 [47]
- 俺俺（2013年5月25日公開、ジェイ・ストーム）監督:三木聡 - サヤカ 役 [48]
- 斉木楠雄のΨ難（2017年10月21日公開、ソニー・ピクチャーズ エンタテインメント／アスミック・エース）監督:福田雄一 - 斉木久留美 役[49] [50]
- 劇場版ドクターX FINAL（2024年12月6日公開、東宝） - 城之内博美 役[51]
- 劇映画 孤独のグルメ（2025年1月10日公開、東宝） - 志穂 役[52]

### 吹き替え
- マーベル・シネマティック・ユニバース（ウォルト・ディズニー・ジャパン）
  - アントマン（2015年9月19日公開） - ホープ・ヴァン・ダイン 役〈エヴァンジェリン・リリー〉[53]
  - アントマン&ワスプ（2018年8月31日公開） - ホープ・ヴァン・ダイン / ワスプ 役〈エヴァンジェリン・リリー〉[54]
  - アベンジャーズ/エンドゲーム（2019年4月26日公開） - ホープ・ヴァン・ダイン / ワスプ 役〈エヴァンジェリン・リリー〉[55]
  - アントマン&ワスプ:クアントマニア（2023年2月17日公開） - ホープ・ヴァン・ダイン / ワスプ 役〈エヴァンジェリン・リリー〉[56]

### 舞台
- 銀ちゃんが逝く（2000年）
- 新・飛龍伝（2001年）
- 熱海殺人事件〜モンテカルロ・イリュージョン（2002年）
- ジャックとその主人（2008年）
- 異人たちとの夏（2009年）
- 七人ぐらいの兵士（2015年）

### テレビ番組
- フジテレビの日888まつり〜祭りだワッショイ〜（1996年8月8日放送） - MC
- さんま・玉緒のお年玉あんたの夢をかなえたろかスペシャル（1995年 - 2001年【1998年除く】、TBS）
- ABC創立50周年スペシャル たけし&所のサイエンスアドベンチャー 遥かなる人類への旅（2000年11月4日 - 5日放送、朝日放送）- 土曜ワイド劇場 日曜洋画劇場枠
- 歌のゴールデンヒット （2019年10月7日 - TBS） - MC
- 新美の巨人たち（2021年 - 、テレビ東京）
- この世界の素晴らしさについて（2024年3月27日、NHK）

### ラジオ
- 内田有紀 夜空にYOU KISS!（1994年4月 - 2001年3月、ニッポン放送）※後に書籍化
- 内田有紀の夕暮れストリートキッズ（1995年4月 - 1996年3月、セント・ギガ） - サテラビュー連動ラジオ番組。ジグソーパズルゲーム『有紀のジグソーキッズ』、間違い探しゲーム『有紀のWAIWAIキッズ』が同時放送され、内田と疑似対戦することができた。
- 第21回 ラジオ・チャリティー・ミュージックソン（1995年12月24日 - 25日、ニッポン放送系列） - メインパーソナリティを務める。

### CM
- P&G「クレアラシル」（1990年）
- 井村屋製菓「あずきバー」（1992年）
- ロッテ（1992年 - 1997年）
  - 「クランキーチョコレート」
  - 「トッポ」
  - 「ガーナミルクチョコレート」
  - 「目的別チョコレート」
- コスモ石油（1993年）
- ロッテリア（1994年 - 1996年）
- コカ・コーラ「アクエリアスNEO」（1994年）
- ロート製薬
  - 「Zi:リセ」（1994年 - 1996年）
  - 「Cキューブ」（1995年 - 2002年）
  - 「BLOOMIO」（2023年）[57]
- 東京ニュース通信社「週刊TVガイド」（1994年）
- 集英社文庫（1994年）
- 資生堂
  - 「ヌーブ」（1997年）
  - 「プラウディア」（1997年）
  - 「TISS」（1999年）
- アサヒ飲料
  - 「カルピスウォーター」（1995年 - 1997年）
  - 「優」（1999年）
- Victoria SKI（1995年 - 1996年）
- エプソン「カラリオ」「vividy」（1995年 - 1996年）
- ジャストシステム「一太郎9」（1998年）
- 丸八真綿「ファーベット」（2000年、郷ひろみと共演）
- 花王
  - ソフィーナ「AUBE」（2001年）
  - 「ピュオーラ」（2012年 - 2013年）
- LION「バファリンA」（2008年）
- 武富士
  - 「計画的なビリヤード篇」（2008年10月）
  - 「計画的な花言葉篇」（2008年10月）
  - 「計画的な藍色篇」（2009年6月 - 2009年8月）
- エバーライフ「美・皇潤」（2012年）
- DHC「Q10濃密うるおいベースメークシリーズ」（2015年 - ）[58]
- ファーストリテイリング 「GU」（2016年 - ）[59]
- ソニー損害保険
  - 「ZiPPi〈ジッピ〉新登場」篇（2017年1月14日 - ）[60]
- 興和
  - コルゲンコーワIB錠TXα「愛情 旦那さん」篇、「愛情 奥さん」篇（2021年11月2日 - ） - 斎藤工と共演
- ヤクルト本社
  - ソフール「おヨーグルト」篇、「CM出てるのに」篇（2023年1月23日 - ）
  - 豆乳の力「豆パ」篇（2024年10月3日 - ）[61]

## ディスコグラフィ

### シングル
|                | 発売日         | タイトル                    | c/w                          | 規格           | 規格品番       | オリコン最高位 |
| キングレコード | キングレコード | キングレコード              | キングレコード               | キングレコード | キングレコード | キングレコード |
| -------------- | -------------- | --------------------------- | ---------------------------- | -------------- | -------------- | -------------- |
| 1st            | 1994年10月21日 | TENCAを取ろう! -内田の野望- | ヘイ・ポーラ                 | 8cmCD          | KIDS-220       | 1位            |
| 2nd            | 1995年4月5日   | 明日は明日の風が吹く        | 「ありがとう」               | 8cmCD          | KIDS-240       | 3位            |
| 3rd            | 1995年4月21日  | Only You                    | Only You (Jungle Mix)        | 8cmCD          | KIDS-250       | 2位            |
| 4th            | 1995年8月18日  | BABY'S GROWING UP           | 19 NINETEEN                  | 8cmCD          | KIDS-270       | 5位            |
| 5th            | 1996年1月24日  | 幸せになりたい              | 「愛について語りましょうよ」 | 8cmCD          | KIDS-280       | 6位            |
| 6th            | 1997年2月21日  | 「アイシテル」              | november                     | 8cmCD          | KIDS-330       | 23位           |
| 7th            | 1997年5月21日  | Da.i.su.ki.                 | Uchida no Rock'n'Roll        | 8cmCD          | KIDS-340       | 29位           |
| 8th            | 1998年9月25日  | ハートブレイク スナイパー   | エルミタージュの砂漠         | 8cmCD          | KIDS-340       | 32位           |

#### コラボレーション・シングル
| 発売日                          | タイトル                 | c/w                                                                    | 規格                | 規格品番            | オリコン最高位      | 発売元              |
| 内田有紀 & m.c.A・T             | 内田有紀 & m.c.A・T      | 内田有紀 & m.c.A・T                                                    | 内田有紀 & m.c.A・T | 内田有紀 & m.c.A・T | 内田有紀 & m.c.A・T | 内田有紀 & m.c.A・T |
| ------------------------------- | ------------------------ | ---------------------------------------------------------------------- | ------------------- | ------------------- | ------------------- | ------------------- |
| 1996年7月17日                   | EVER&EVER                | EVER&EVER (ET UP & DANCE MIX)                                          | 8cmCD               | KIDS-300            | 8位                 | キングレコード      |
| UCHIDA YUKI supported by CHUYAN |                          |                                                                        |                     |                     |                     |                     |
| 1999年8月27日                   | 楽園                     | 楽園 (弾き語りバージョン'99)                                           | 8cmCD               | KIDS-430            | 28位                | キングレコード      |
| 1999年10月13日                  | 楽園 〜Memorial Tracks〜 | 楽園 (弾き語りバージョン'99) 楽園 〜ゴール記念オーケストラバージョン〜 | Maxi                | KIDS-430            | 67位                | キングレコード      |

### アルバム

#### オリジナル・アルバム
|                | 発売日         | タイトル         | 規格           | 規格品番       | オリコン最高位 |
| キングレコード | キングレコード | キングレコード   | キングレコード | キングレコード | キングレコード |
| -------------- | -------------- | ---------------- | -------------- | -------------- | -------------- |
| 1st            | 1995年2月8日   | 純情可憐乙女模様 | CD             | KICS-470       | 1位            |
| 2nd            | 1995年9月21日  | MI-CHEMIN        | CD             | KICS-510       | 3位            |
| 3rd            | 1996年3月23日  | 愛のバカ         | CD             | KICS-540       | 20位           |
| 4th            | 1996年10月10日 | nakitakunalu     | CD             | KICS-600       | 18位           |

#### ミニ・アルバム
|                | 発売日         | タイトル                | 規格           | 規格品番       | オリコン最高位 |
| キングレコード | キングレコード | キングレコード          | キングレコード | キングレコード | キングレコード |
| -------------- | -------------- | ----------------------- | -------------- | -------------- | -------------- |
| 1st            | 1995年11月22日 | Merry Christmas For You | CD             | KICS-530       | 19位           |

#### ベスト・アルバム
|                | 発売日         | タイトル                      | 規格           | 規格品番       | オリコン最高位 |
| キングレコード | キングレコード | キングレコード                | キングレコード | キングレコード | キングレコード |
| -------------- | -------------- | ----------------------------- | -------------- | -------------- | -------------- |
| 1st            | 1997年12月3日  | Present                       | CD             | KICS-630       | 33位           |
| 2nd            | 2010年7月7日   | 内田有紀 パーフェクト・ベスト | CD             | KICS-1573      | 圏外           |

### 映像作品

#### イメージ・ビデオ
|                  | 発売日           | タイトル                                        | 規格             | 規格品番         |
| ポニーキャニオン | ポニーキャニオン | ポニーキャニオン                                | ポニーキャニオン | ポニーキャニオン |
| ---------------- | ---------------- | ----------------------------------------------- | ---------------- | ---------------- |
| 1st              | 1993年3月19日    | Visual Queen of The Year'93 内田有紀 La Palette | VHS              | PCVC-10235       |

#### ライブ・ビデオ
|                | 発売日         | タイトル                                       | 規格           | 規格品番       |
| キングレコード | キングレコード | キングレコード                                 | キングレコード | キングレコード |
| -------------- | -------------- | ---------------------------------------------- | -------------- | -------------- |
| 1st            | 1996年2月14日  | YUKI UCHIDA 1995 CONCERT UCHIDA'S love show    | VHS            | KIVM-97        |
| 1st            | 1996年2月14日  | YUKI UCHIDA 1995 CONCERT UCHIDA'S love show    | LD             | KILM-43        |
| 2nd            | 1997年7月2日   | Yuki Uchida Concert 1996“nakitakunalu”         | VHS            | KIVM-212       |
| 2nd            | 1997年7月2日   | Yuki Uchida Concert 1996“nakitakunalu”         | LD             | KILM-52        |
| 3rd            | 1998年2月21日  | Yuki Uchida Concert Tour 1997 MINNA DA I SU KI | VHS            | KIVM-229       |
| 3rd            | 1998年2月21日  | Yuki Uchida Concert Tour 1997 MINNA DA I SU KI | LD             | KILM-56        |

#### ミュージック・ビデオ
|                | 発売日         | タイトル       | 規格           | 規格品番       |
| キングレコード | キングレコード | キングレコード | キングレコード | キングレコード |
| -------------- | -------------- | -------------- | -------------- | -------------- |
| 1st            | 1996年11月21日 | NO MAKE        | VHS            | KIVM-204       |
| 1st            | 1996年11月21日 | NO MAKE        | LD             | KILM-47        |

### 参加楽曲
| 発売日       | 商品名          | 歌                   | 楽曲                | 備考 |
| ------------ | --------------- | -------------------- | ------------------- | ---- |
| 1997年1月1日 | YOU ARE THE ONE | TK presents こねっと | 「YOU ARE THE ONE」 |      |

### タイアップ一覧
| 曲名                        | タイアップ                                                        | 収録作品                                |
| --------------------------- | ----------------------------------------------------------------- | --------------------------------------- |
| TENCAを取ろう! -内田の野望- | フジテレビ系ドラマ『半熟卵』主題歌                                | シングル「TENCAを取ろう! -内田の野望-」 |
| ヘイ・ポーラ                | フジテレビ系ドラマ『半熟卵』エンディングテーマ                    | シングル「TENCAを取ろう! -内田の野望-」 |
| 明日は明日の風が吹く        | 1995カルピスウォーターCFイメージソング                            | シングル「明日は明日の風が吹く」        |
| Only You                    | ロッテリアCFソング                                                | シングル「Only You」                    |
| Only You                    | オリジナル・ダンスミュージカル『1999...月が地球にKISSをする』より | シングル「Only You」                    |
| BABY'S GROWING UP           | 映画『花より男子』主題歌                                          | シングル「BABY'S GROWING UP」           |
| 幸せになりたい              | TBS系ドラマ『キャンパスノート』主題歌                             | シングル「幸せになりたい」              |
| EVER&EVER                   | フジテレビ系ドラマ『翼をください!』主題歌                         | コラボレーションシングル「EVER&EVER」   |
| Da.i.su.ki.                 | 1997 カルピスウォーター CFイメージソング                          | シングル「Da.i.su.ki.」                 |
| Uchida no Rock'n'Roll       | 資生堂 ヌーヴ CFソング                                            | シングル「Da.i.su.ki.」                 |
| ハートブレイク スナイパー   | ジャストシステム『一太郎9』CFソング                               | シングル「ハートブレイク スナイパー」   |
| 楽園                        | 日本テレビ系『進ぬ!電波少年』『スワンの旅 in The World』応援歌    | コラボレーションシングル「楽園」        |

## 書籍

### 写真集
- VISUAL QUEEN OF THE YEAR'93（1993年3月20日、フジテレビ出版/扶桑社）撮影:斉藤清貴 ISBN 9784594011192
- 有紀と月と太陽と（1995年2月22日、ワニブックス）撮影:アリゾナ五郎 ISBN 9784847023897
- CAT'S EYE 藤原紀香・稲森いずみ・内田有紀（1997年8月20日、ワニブックス）撮影:大久保義高 ISBN 4-8470-2466-4

### 著書
- 夜空に YOUKISS!（1996年1月25日、扶桑社）ISBN 9784594019006

### デジタル雑誌
- 大人の女性のためのトラベル・ウェブ・マガジン『旅色 Luxury Stays』（2009年、ブランジスタ/楽天トラベル）

## 受賞歴
- 1995年
  - 第5回日本映画プロフェッショナル大賞 主演女優賞（『花より男子』）
- 2010年
  - 第20回日本映画批評家大賞 主演女優賞（『ばかもの』）
  - 第20回日本映画プロフェッショナル大賞 主演女優賞（『ばかもの』）
- 2023年
  - 第19回クラリーノ美脚大賞2023 オーバーフォーティー部門[67]
- 2024年
  - 東京ドラマアウォード2024 助演女優賞（『燕は戻ってこない』）[68]
  - 美的GRANDベストビューティウーマン賞2024[69]